# Liste der Landschaftsschutzgebiete in der Stadt Kiel
Die Liste der Landschaftsschutzgebiete in der Stadt Kiel enthält die Landschaftsschutzgebiete der kreisfreien Stadt Kiel in Schleswig-Holstein.
| Bild | Nummer  | Bezeichnung des Gebietes | Fläche in Hektar | WDPA-ID   | Koordinaten | Gemeinde(n) | Datum der Verordnung | Fundstelle    |
| ---- | ------- | --- | ---------------- | --------- | ----------- | ----------- | -------------------- | ------------- |
|      | 2-KI-01 | Eidertal bei Flintbek | 4,30             | 555550055 | Position    | Kiel        | 27. Juli 1953        | siehe Weblink |
|      | 2-KI-02 | Kieler Fördeumgebung Stadtkreis Kiel, Landschaftsteil Forstbaumschule, Forstbaumschule, Düsternbrooker Gehölz, Krusenkoppel | 70,93            | 322112    | Position    | Kiel        | 18. August 1980      | siehe Weblink |
|      | 2-KI-03 | Zwischen Heischer Tal und Schilkseer Steilküste                                                                             | 740,96           | 326011    | Position    | Kiel        | 10. Dezember 1992    | siehe Weblink |
|      | 2-KI-04 | Zwischen Eidertal und Klosterforst Preetz                                                                                   | 1086,57          | 555550057 | Position    | Kiel        | 16. Mai 2008         | siehe Weblink |
|      | 2-KI-05 | Wellsee und Wellsau-Niederung                                                                                               | 239,12           | 325755    | Position    | Kiel        | 8. Juli 1994         | siehe Weblink |
|      | 2-KI-06 | Langsee, Kuckucksberg und Umgebung                                                                                          | 71,14            | 322520    | Position    | Kiel        | 17. Januar 1996      | siehe Weblink |
|      | 2-KI-07 | Drachensee. Russee und Umgebung                                                                                             | 143,23           | 555550056 | Position    | Kiel        | 14. Mai 2008         | siehe Weblink |

Anmerkungen
1. ↑  Koordinaten wurden dem European Nature Information System (EUNIS) der Europäischen Umweltagentur entnommen: Nationally designated areas (CDDA), Datei CDDA_v12_csv.zip, Stand Oktober 2014. Die Tabellenspalte WDPA-ID gibt die genauen Grenzen an.